# Premis Pulitzer de 1935
Els següents són els Premis Pulitzer de 1935.

## Premis de periodisme
- Servei públic:
  - El Sacramento Bee per la seva campanya contra la influència de la màquina política en el nomenament de dos jutges federals a Nevada.[1]
  - Menció honorífica a The Sheboygan Press (Wisconsin) per "una investigació sobre les condicions dels hospitals estatals que va donar lloc a una investigació legislativa i correcció de les deficiències".[2]
- Informació:
  - William Taylor del New York Herald Tribune per la sèrie d'articles sobre les regates internacionals de iots.
- Correspondència:
  - Arthur Krock de The New York Times pels seus artícles a Washington.
- Redacció editorial:
  - No es va concedir cap premi.

- Caricatura Editorial:

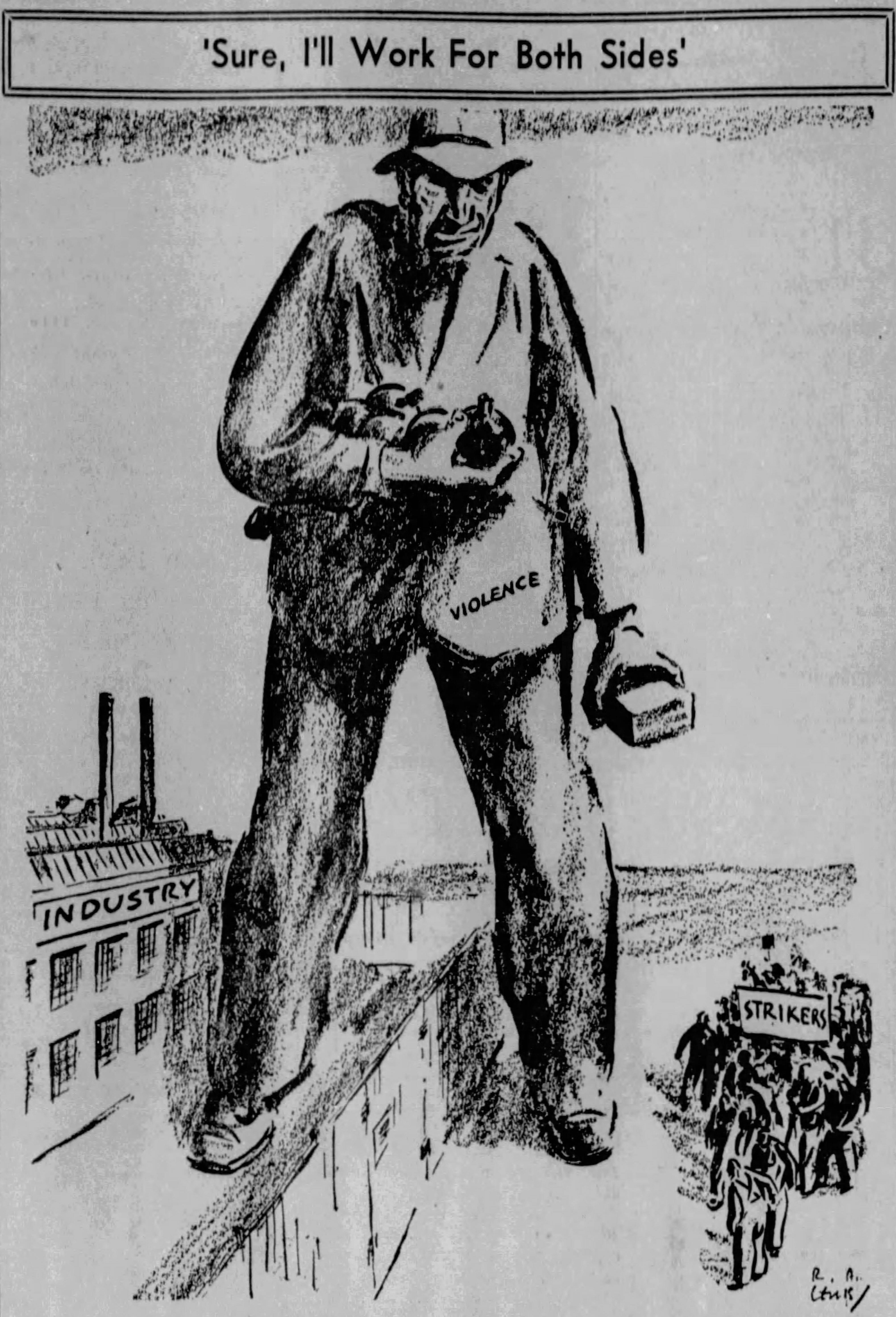
"Sure, I'll Work for Both Sides", la Caricatura Editorial premiada

  - Ross A. Lewis del Milwaukee Journal per "Sure, I'll Work for Both Sides" (Segur, treballaré per les dues bandes).[3]

## Premis de lletres i teatre
- Novel·la:
  - Now in November (Ara al novembre) de Josephine Winslow Johnson (Simon & Schuster).
- Drama:
  - The Old Maid de Zoe Akins (Appleton)
- Història:
  - The Colonial Period of American History (El període colonial de la història americana) de Charles McLean Andrews (Yale Univ. Press).
- Biografia o autobiografia:
  - Biography of Robert E. Lee per Douglas S. Freeman (Scribner).
  - Menció honorífica a James G. Blaine: A Political Idol of Other Days (Un ídol polític d'altres temps) de David Saville Muzzey (Dodd, Mead).[2][4]
- Poesia:
  - Bright Ambush (Emboscada brillant) d'Audrey Wurdemann (John Day).